# گوسینایا لیاگا
گوسینایا لیاگا (به لاتین: Gusinaya Lyaga) یک منطقهٔ مسکونی در روسیه است که در سرزمین آلتای واقع شده‌است.